# Parasteatoda mundula papuana
Parasteatoda mundula là một phân loài nhện trong họ Theridiidae.
Loài này thuộc chi Parasteatoda. Parasteatoda mundula papuana được Pater Chrysanthus miêu tả năm 1963.